# Bayanmönh
Bayanmönh (mongoliska: Баянмөнх Сум, Bayanmönh Sum, Баянмөнх) är ett distrikt i Mongoliet.   Det ligger i provinsen Chentij, i den östra delen av landet, 240 km sydost om huvudstaden Ulaanbaatar.